# Lise Mackie
Lise Mackie (Te Kuiti, 10 agosto 1975) è un'ex nuotatrice australiana.
Specializzata nello stile libero ha vinto la medaglia di bronzo nella staffetta 4x200m sl alle Olimpiadi di Atlanta 1996.

## Palmarès
- Olimpiadi

Atlanta 1996: bronzo nella 4x200m sl.
- Mondiali in vasca corta

Goteborg 1997: bronzo nella 4x200m sl.
- Giochi PanPacifici

Edmonton 1991: argento nella 4x100m misti e bronzo nella 4x100m sl.